# Franz Johannsen
Franz Johannsen (* 4. Mai 1921 in Hamburg; † 11. August 2006 ebenda) war ein deutscher Kanute. Er nahm 1952 und 1956 an den Olympischen Spielen teil und belegte zweimal den fünften Platz.

## Karriere
Johannsen begann erst im Alter von 27 Jahren mit dem Kanurennsport.
Im Einer-Canadier war Johannsen in den 1950er Jahren der stärkste Kanute der Bundesrepublik Deutschland mit sechzehn Meistertiteln in zehn Jahren. Bei den Olympischen Spielen 1952 in Helsinki trat Johannsen nur auf der 10.000-Meter-Strecke an und belegte hier den siebten Platz. 1956 in Melbourne belegte er, für die gesamtdeutsche Mannschaft startend, sowohl über 1000 Meter als auch über 10.000 Meter den fünften Platz. Auf beiden Strecken gewann der Rumäne Leon Rotman vor Kanuten aus Ungarn, der Sowjetunion und der Tschechoslowakei. Schon 1953 und 1955 hatte Johannsen jeweils auf beiden Strecken den Titel eines Westeuropameisters gewonnen.
Johannsen gewann 1949 mit der Mannschaft des Hamburger Kanu-Clubs seinen ersten Deutschen Meistertitel. Bis 1957 sollten vier weitere Mannschaftstitel hinzukommen, wobei mit Wilfried Soltau von 1949 bis 1954 und mit Egon Drews 1954 und 1957 auch die dominierenden Kanuten im Zweier-Kanadier zur Mannschaft gehörten.
Für seine sportlichen Leistungen wurde er am 9. Oktober 1955 mit dem Silbernen Lorbeerblatt ausgezeichnet. Mit seiner Frau hatte Johannsen zwei Kinder. Er ruht in der Familiengrabstätte auf dem Friedhof Ohlsdorf, südöstlich von Kapelle 10 im Planquadrat K 34.  

## Deutsche Meistertitel
- Einer-Canadier 1000 Meter: 1950, 1951, 1953, 1955, 1956, 1958, 1959
- Einer-Canadier 8000 Meter: 1954
- Einer-Canadier 10.000 Meter: 1950, 1951, 1952, 1953, 1955, 1957, 1958, 1959
- Mannschaft: 1949, 1951, 1952, 1954, 1957